# Luigi Norbiato
Luigi Norbiato (Padova, 2 maggio 1929 – Padova, 5 ottobre 1983) è stato un calciatore italiano, di ruolo difensore.

## Caratteristiche tecniche
Giocava come centromediano.

## Carriera

### Club
Inizia la carriera nella Sestese, con cui nella stagione 1948-1949 gioca nel campionato regionale di Promozione; a fine anno passa al Legnano, formazione di Serie B, con cui nella stagione 1949-1950 gioca una partita in Serie B. Rimane in squadra anche nella stagione 1950-1951, nella quale con 10 presenze nella serie cadetta contribuisce al secondo posto finale con conseguente promozione in Serie A dei Lilla. Rimane al Legnano anche nella stagione 1951-1952, chiusa con la retrocessione dalla Serie A alla Serie B, categoria nella quale gioca altre 16 partite e segna un gol (il suo primo a livello professionistico) nella stagione 1952-1953, chiusa dal Legnano al secondo posto in classifica e con la promozione (la seconda in carriera per Norbiato) in massima serie. Nell'estate del 1953 il Legnano lo cede a titolo definitivo al Fanfulla; con i lodigiani Norbiato gioca 17 partite in Serie B nella stagione 1953-1954 (chiusa dai bianconeri al diciassettesimo posto in classifica, con conseguente retrocessione nel successivo campionato di Serie C) e 27 partite in Serie C nella stagione 1954-1955, la sua ultima con la squadra lombarda. Nell'estate del 1955 passa infatti al Lecco, con la cui maglia nella stagione 1955-1956 gioca 16 partite in Serie C 1955-1956, campionato chiuso dalla sua squadra con un piazzamento al quarto posto in classifica; l'anno successivo Norbiato viene riconfermato e gioca altre 10 partite in terza serie contribuendo al secondo posto finale dei lombardi, che vengono quindi promossi in Serie B 1957-1958, campionato in cui Norbiato gioca 15 partite senza mai segnare. Nel 1958 viene poi ceduto in Serie C al Lecce, dove segna un gol nelle 15 partite disputate per poi ritirarsi a fine anno.
In carriera ha giocato complessivamente 59 partite in Serie B, nel corso delle quali ha segnato un gol.

### Nazionale
Nel 1951 ha giocato una partita di beneficenza nella nazionale Militare contro la Chinotto Neri di Roma.